# ماکسیمیلیان وردا
ماکسیمیلیان وردا (انگلیسی: Maximilian Werda؛ زادهٔ ۵ اکتبر ۱۹۹۱ ‏(۳۳ سال)) دوچرخه‌سوار اهل آلمان است.